# Simpkin's Saturday Off
Simpkin's Saturday Off è un cortometraggio muto del 1907 diretto da Lewin Fitzhamon.

## Trama
Una serie di mezzi di locomozione possono venire cavalcati dall'uomo: si va dall'asino alla bicicletta.

## Produzione
Il film fu prodotto dalla Hepworth.

## Distribuzione
Distribuito dalla Hepworth, il film - un breve cortometraggio di 61 metri - uscì nelle sale cinematografiche britanniche nel luglio 1907.
Si conoscono pochi dati del film che, prodotto dalla Hepworth, fu distrutto nel 1924 dallo stesso produttore, Cecil M. Hepworth. Fallito, in gravissime difficoltà finanziarie, il produttore pensò in questo modo di poter almeno recuperare il nitrato d'argento della pellicola.